# Microsoft NetMeeting
Microsoft NetMeeting（マイクロソフト ネットミーティング）は、Microsoft Windows 95 OSR2からWindows XPまでに含まれている、T.120 によるデータ会議を多地点で開催する機能と、H.323 による1対1のビデオ会議を開催する機能を有するクライアントソフトである。

## 概要
ITU-T 勧告のT.120に準拠しており、他社製品でもT.120に準拠していればホワイトボード機能、アプリケーション共有、デスクトップ共有、ファイル転送などを用いたデータ会議を多地点で開催可能であり、別の手段による多地点の電話会議と組み合わせる事で多地点の遠隔会議を実現することができる。
ITU-T 勧告のH.323プロトコルにも対応しておりH.323に準拠している他社製のビデオ会議装置とも相互通信可能。EkigaなどのH.323対応のクライアントソフトとも接続できる。
NetMeetingにはH.323のMCU機能は組み込まれていないため、多地点間ビデオ会議に拠点のひとつとして参加する事は可能だが、多地点間ビデオ会議を主催するとなるとMCUが別途必要である。
プライベートIPアドレスからはInternet Locator Server(ILS)を使うことでグローバルIPアドレスに出ることが可能だが、ファイアウォールでNetMeetingが使用するポートがブロックされていれば、ILSに到達できないため外部とは通信できない。
マイクロソフトは既にILSを運用していないが、現在も利用可能なサーバーは存在する。ILS はWindows 2000で動作させる事も可能であるがデフォルトではポート1002を使用するため、ポートを389に変更するにはILSCFG [servername] /port 389とする必要がある。
Yahoo! MessengerやMSN Messengerといったインスタントメッセンジャーによる動画サービスが一般化する以前は、NetMeeting によるビデオ会議やインターネット上のチャットがよく使われていた（ILSサービスを使うか、IPアドレス直接指定）。
Windows XP リリース時以降、マイクロソフトはWindows Messengerへの乗り換えを進めているが、NetMeeting もデフォルトでインストールされている。Windows MessengerもMSN MessengerもWindows Live Messengerも、アプリケーション共有やデスクトップ共有、ホワイトボード機能などはNetMeetingのコンポーネントを使って実現しているが、通信プロトコルにH.323ではなく、IETF標準のSession Initiation Protocolを採用しており互換性は無い。
Microsoft Office Communications ServerもSIPベースであるため、NetMeetingとは接続できない。
Windows Vista のリリースでNetMeetingはOSから除外され、Windows Meeting Spaceに置換された。Windows Meeting Spaceはコラボレーション機能のみであり、NetMeetingにあったビデオ会議機能は持っていない。
マイクロソフトは2007年3月22日、サポートはしないもののVista向けホットフィックスを出した。これを適用することでVistaにNetMeetingをインストール可能となり、リモートデスクトップの共有は受信ができないなど制約はあるもののXPベースのPCと連携できたが、既にこのホットフィックスはマイクロソフトのサイトから削除されダウンロードできない。
ネットでの連携と画面共有としてマイクロソフトはSharedViewを別途リリースした。こちらは無償で利用可能だがMicrosoft アカウントとインターネットへの接続が必要で、ローカルのLANだけでは動作しない。